# Branišov
Branišov (en allemand : Branischen) est une commune du district de České Budějovice, dans la région de Bohême-du-Sud, en République tchèque. Sa population s'élevait à 279 habitants en 2023.

## Géographie
Branišov se trouve à 7 km à l'ouest du centre de České Budějovice et à 123 km au sud de Prague.
La commune est limitée par Čejkovice au nord, par České Budějovice au nord et à l'est, par Litvínovice au sud, et par Dubné au sud et à l'ouest.

## Histoire
La première mention écrite du village date de 1391.

## Transports
Par la route, Branišov se trouve à 7 km de České Budějovice et à 157 km de Prague.